# Liste von Papyrussammlungen

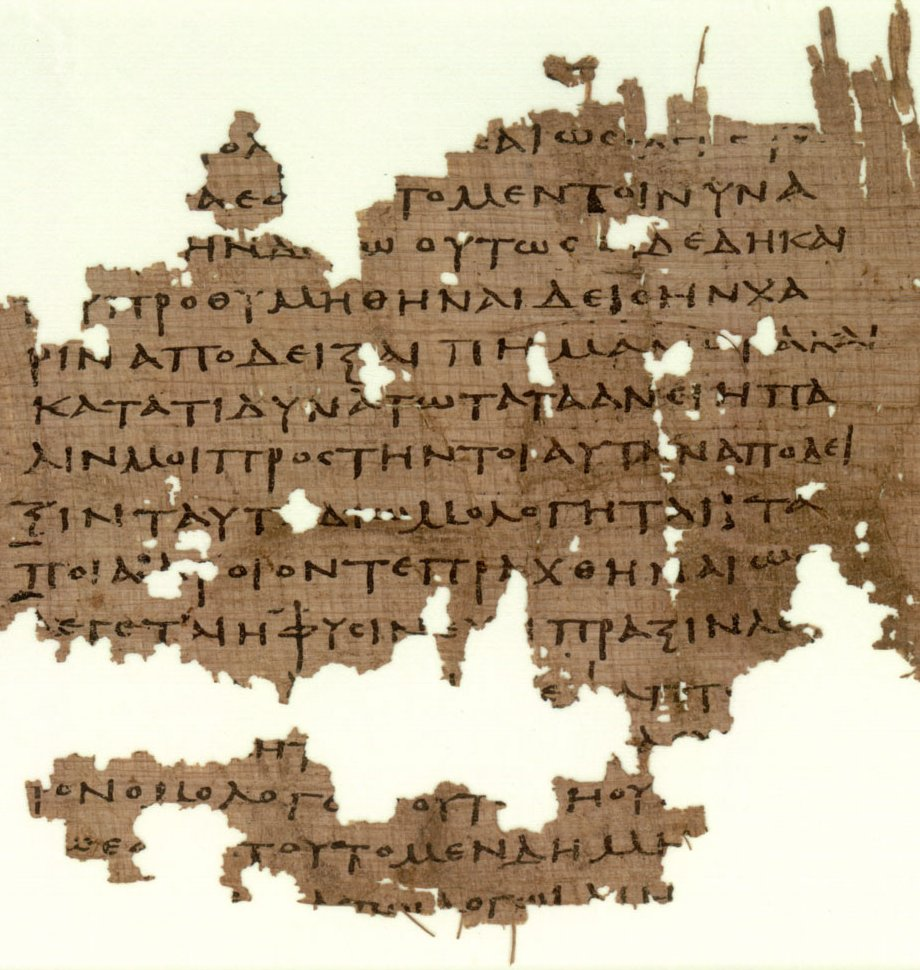
P. Oxy. LII 3679: Ein Papyrus aus Oxyrhynchus, enthält ein Werk von Platon

Es gibt verschiedene Institute und Bibliotheken, die Papyrussammlungen unterhalten. Einige Papyrussammlungen beinhalten zusätzlich beschriebene Objekte aus anderen Materialien wie Pergament oder Ostraka. Die Konservierung, Katalogisierung, Aufbewahrung und Auswertung von alten Papyrusfragmenten erfordert besondere Sachkenntnisse und klimatisierte Aufbewahrungsräume, so dass längst nicht jede größere Bibliothek in der Lage ist, Papyri zu verwahren. Ein wesentlicher Teil der Bestände der meisten deutschen Sammlungen verdankt sich den Aktivitäten des Deutschen Papyruskartells in der Zeit vor dem I. Weltkrieg. Das Papyruskartell bündelte die Etats der Deutschen Universitäten und verhinderte, dass sich die deutschen Universitäten unwissentlich gegenseitig beim Kauf überboten. Die erworbenen Stücke wurden prozentual zum bereitgestellten Etat aufgeteilt. Die vollständigste Liste von Papyrussammlungen weltweit findet sich in dem Portal Trismegistos (s. unten Weblinks).

## Europa
| Name der Sammlung                                                                              | Ort                                                                                           | Land                                | Anz. Objekte                                                                   | Beschreibung | Quelle               |
| ---------------------------------------------------------------------------------------------- | --------------------------------------------------------------------------------------------- | ----------------------------------- | ------------------------------------------------------------------------------ | --- | -------------------- |
| Papyrussammlung Berlin                                                                         | Ägyptisches Museum Berlin                                                                     | Deutschland                         | ca. 35.000                                                                     | Die Berliner Papyrussammlung ist die bedeutendste Sammlung ihrer Art in Deutschland. | [ 2 ] [ 3 ]          |
| Papyrussammlung des Seminars für Alte Geschichte Bonn                                          | Friedrich-Wilhelms-Universität Bonn                                                           | Deutschland                         | 277 Papyri, 13 Ostraka und 10 mittelalterliche Papierseiten                    | Durch das deutsche Papyruskartell erworben. | [ 4 ]                |
| Gießener Papyrussammlungen                                                                     | Justus-Liebig-Universität Gießen                                                              | Deutschland                         | über 2500 Papyri                                                               | - Die Papyri Gissenses stammen von Ernst Kornemann (1868–1946) und dem Gießener Industriellen Wilhelm Gail (1854–1925). Ursprünglich waren sie im Oberhessischen Museum in Gießen verwahrt und kamen 1930 zur Universität. Enthalten ist eine Abschrift der Constitutio Antoniniana des Kaisers Caracalla. - Die Papyri bibliothecae universitatis Gissensis ist eine eigene Sammlung der Universität, begründet 1908 durch die Philologen Otto Immisch und Alfred Körte. - Die Papyri Iandanae war eine Privatsammlung des Gießener Philologen Karl Kalbfleisch (1868–1946), die als Vermächtnis an die Universität ging. Sie enthält unter anderem ein Fragment aus Ciceros „Reden gegen Verres“. | [ 5 ]                |
| Papyrussammlung der Martin-Luther-Universität Halle-Wittenberg                                 | Martin-Luther-Universität Halle-Wittenberg                                                    | Deutschland                         | 250 Papyri, Wachs- und Bleitafeln                                              | Enthält ägyptische, ptolemäische, kaiserzeitliche, koptische und arabische Papyrustexte und -urkunden. | [ 6 ] [ 7 ]          |
| Papyrussammlung des Instituts für Papyrologie Heidelberg                                       | Ruprecht-Karls-Universität Heidelberg                                                         | Deutschland                         | ca. 11.000 Papyri, Pergamente, Hadernpapiere, Ostraka                          | Die zweitgrößte Sammlung in Deutschland nach Berlin. Etwa 5000 griechische, 3200 arabische, 1370 koptische, 815 demotische, wenige hieratische, mittelpersische, hebräische, aramäische und syrische Papyri, Pergamente und Hadernpapiere; 760 Ostraka. Den Grundstock der Sammlung bilden die Papyri der Privatsammlung des Konsuls des Deutschen Reiches in Kairo Carl August Reinhardt (1856–1903). 1897 verkaufte er seine Sammlung, die durch eine namhafte Spende des Generaldirektors des Portland-Cement-Werks Heidelberg Friedrich Schott erworben werden konnte. Damit gründeten Oberbibliothekar Karl Zangemeister und Minister Wilhelm Nokk die Heidelberger Papyrussammlung. Weitere Stücke kamen durch die Badischen Papyrusrabungen in Qarâra und el-Hibeh von 1913 und 1914, ferner durch die Aktivitäten des Deutschen Papyruskartells hinzu. | [ 10 ] [ 11 ]        |
| Papyrussammlung der Friedrich-Schiller-Universität Jena                                        | Friedrich-Schiller-Universität Jena                                                           | Deutschland                         | 2000 Papyri und Ostraka                                                        | Enthält Werke von Irenäus von Lyon, u. a. der sogenannte „Irenäus-Papyrus“. Papyri vom 3. Jh. v. Chr. bis 7. Jh. n. Chr. in griechischer, demotischer, koptischer, arabischer und lateinischer Schrift. Die meisten sind Griechisch und Demotisch geschrieben. Begründet wurde die Sammlung durch Ankäufe über das Papyruskartell in den Jahren 1904–1913. Später kamen kleinere Schenkungen hinzu, wie die Privatsammlung des Papyrologen Friedrich Zucker. | [ 12 ] [ 13 ]        |
| Papyrussammlung an der Universität zu Köln                                                     | Universität zu Köln                                                                           | Deutschland                         | ca. 6000 Papyri und andere beschriftete Objekte                                | Ist nach Berlin und Heidelberg die drittgrößte Papyrussammlung in Deutschland. Enthält den Mani-Kodex, eine Lebensgeschichte Manis, welcher den Manichäismus gegründet hat. Außerdem enthält sie ein Gedicht des Dichters Archilochos. | [ 14 ] [ 15 ]        |
| Papyrus- und Ostrakasammlung der Universitätsbibliothek Leipzig                                | Universitätsbibliothek Leipzig                                                                | Deutschland                         | ca. 5000 Papyri                                                                | Zählt zu den bedeutendsten und größten Sammlungen von antiken Papyri und Ostraka im deutschsprachigen Raum. Die Grundlagen zur Sammlung wurden im 19. Jahrhundert gelegt, als der Papyrus Ebers in die Sammlung kam. Ein großer Teil der Sammlung wurde 1902 als Teil des Deutschen Papyruskartells erworben. Die Papyri stammen zum großen Teil aus Hermopolis und wurden im 4. Jahrhundert in griechischer Sprache verfasst. Ungefähr 90 % der Sammlung sind griechisch, einige demotisch, koptisch und arabisch. | [ 16 ]               |
| Papyrussammlung der Philipps-Universität Marburg                                               | Philipps-Universität Marburg                                                                  | Deutschland                         | ca. 50 Texte                                                                   | Enthält griechische Papyri (überwiegend Urkunden) aus Ägypten aus der Zeit von 331 v. Chr. bis 641 n. Chr. | [ 17 ] [ 18 ]        |
| Trierer Papyrussammlung                                                                        | Universität Trier                                                                             | Deutschland                         | 508                                                                            | Enthält Texte in ägyptischer, griechischer und lateinischer Sprache. | [ 19 ] [ 20 ]        |
| Papyrussammlung der Universität Würzburg                                                       | Universität Würzburg                                                                          | Deutschland                         | 226                                                                            | Enthält griechische, koptische und arabische Papyri. | [ 21 ] [ 22 ]        |
| Papyrussammlung der Sorbonne                                                                   | Institut de Papyrologie an der Sorbonne in Paris                                              | Frankreich                          | 2703                                                                           | Sie wurde gegründet 1920 von Pierre Jouguet | [ 23 ]               |
| Chester-Beatty-Papyri und Medizinische Papyri Chester Beatty                                   | Chester Beatty Library Dublin                                                                 | Irland                              | 11 Kodizes                                                                     | Erworben von Alfred Chester Beatty in der Zeit zwischen 1930 und 1935. Die Sammlung wurde herausgegeben von Frederic G. Kenyon. |                      |
| Papyrussammlung der Medicea Laurentiana                                                        | Biblioteca Medicea Laurenziana Florenz                                                        | Italien                             | ungefähr 2500                                                                  | |                      |
| Papyrussammlung des Istituto Vitelli                                                           | Istituto Papirologico „G. Vitelli“ Florenz                                                    | Italien                             | 988 Handschriften, davon 953 Papyri                                            | Überwiegend griechische Handschriften | [ 24 ]               |
| Papyrussammlung der Nationalbibliothek Neapel                                                  | Nationalbibliothek Neapel                                                                     | Italien                             |                                                                                | Stammen aus Herculaneum und wurden im 18. Jahrhundert in der Villa dei Papiri ausgegraben. Sie sind verkohlt durch den Ausbruch des Vesuvs. Es wurden Methoden ausgearbeitet, um sie abrollen und lesen zu können. |                      |
| Papyrussammlung des Museo Egizio                                                               | Museo Egizio in Turin                                                                         | Italien                             | 170                                                                            | | [ 25 ]               |
| Papyrussammlung des Papyrologischen Instituts Leiden                                           | Papyrologisches Institut der Universität Leiden                                               | Niederlande                         | 660 Schriftstücke, 235 Münzen (Stand: 2012)                                    | Einzige Papyrussammlung in den Niederlanden (gegründet 1935), enthält griechische und demotische Papyri, Ostraka und Wachstafeln (literarische Texte, Rechnungen, Privatbriefe, magische Texte usw.) | [ 26 ]               |
| Papyrussammlung (Oslo Collection)                                                              | Universitätsbibliothek Oslo                                                                   | Norwegen                            | 1662 Handschriften                                                             | | [ 27 ] [ 28 ]        |
| Martin Schøyen Collection                                                                      | Oslo und London                                                                               | Norwegen und Vereinigtes Königreich | 1100 Papyri                                                                    | gegründet von M. O. Schøyen und weitergeführt von Martin Schøyen. Es ist die größte private Sammlung des 20. Jahrhunderts. | [ 29 ]               |
| Papyrussammlung und Papyrusmuseum Wien                                                         | Österreichische Nationalbibliothek (ÖNB), Wien                                                | Österreich                          | ca. 180.000                                                                    | Die Sammlung geht zurück auf Rainer von Österreich (1827–1913). Sie ist eine der weltweit größten Papyrussammlungen. | [ 31 ]               |
| Ehemalige Sammlung Fackelmann                                                                  | Wien                                                                                          | Österreich                          | etwa 50? Handschriftenfragmente                                                | Ehemalige Privatsammlung, jetzt verkauft |                      |
| Papyrussammlung des Instituts für Papyrologie Warschau                                         | Universität Warschau                                                                          | Polen                               | 74 Papyri                                                                      | seit 1932, ein Teil wurde im Krieg zerstört, ab 1960er Jahre 61 Papyri aus Berlin. | [ 32 ]               |
| Papyrussammlung Lund                                                                           | Universitätsbibliothek Lund                                                                   | Schweden                            | 800 Papyri in Griechisch                                                       | |                      |
| Sammlung der Bodmer-Papyri                                                                     | Bibliotheca Bodmeriana Cologny                                                                | Schweiz                             |                                                                                | Enthält griechische und koptische Dokumente, klassische Texte, Bibelhandschriften und Werke der alten Kirche. |                      |
| Collección Palau-Ribes am Archivo Histórico SJ, Barcelona                                      | Archivo Histórico SJ de Cataluña Barcelona                                                    | Spanien                             | über 2000, 336 Handschriften, davon 285 Papyri                                 | vor allem biblische Papyri in Griechisch und Sahidisch, 1961 begrúndet durch José O’Callaghan Martínez SJ. | [ 33 ]               |
| Sammlung der Rylands-Papyri der Universitätsbibliothek Manchester                              | John Rylands University Library, Manchester                                                   | Vereinigtes Königreich              | 700 Papyri, mit 31 Ostraka und 54 Kodizes                                      | |                      |
| Papyrussammlung der British Library, London                                                    | British Library, London                                                                       | Vereinigtes Königreich              | ca. 5000 Schriftstücke                                                         | ca. 4000 Papyri, 620 Pergamente, 370 Ostraka, ca. 3400 griechische, 770 koptische, 380 syrische, 80 lateinische, 50 demotische | Quelle: Trismegistos |
| Papyrussammlung der Bodleian Library, Oxford                                                   | Bodleian Libraries, University of Oxford                                                      | Vereinigtes Königreich              | ca. 1600 Schriftstücke                                                         | ca. 1400 Papyri, 150 Pergamente,5 Holztafeln | Quelle: Trismegistos |
| Papyrussammlung der Bodleian Art, Archaeology and Ancient World Library der Universität Oxford | Bodleian Art, Archaeology and Ancient World Library. Bodleian Libraries. University of Oxford | Vereinigtes Königreich              | ca. 5300 Schriftstücke, ca. 5300 Papyri, 80 Pergamente (soweit inventarisiert) | ca. 5200 griechische, 40 griechisch-lateinische, 25 lateinische, 10 hieratische. Die Hauptmasse der grob geschätzt 400.000 Oxyrhynchus-Papyri, die in Oxyrhynchus um 1800 entdeckt und ausgegraben wurden, liegen inzwischen, größtenteils uninventarisiert in Kisten, in der Bodleian Art, Archaeology and Ancient World Library. Ein großer Teil der Fragmente befand sich früher im Ashmolean Museum in Oxford. Andere befinden sich im British Museum in London, im Ägyptischen Museum in Kairo und an vielen anderen Orten. Seit ungefähr 1900 werden sie schrittweise veröffentlicht. Bis Anfang 2012 waren 5.100 von rund 400.000 Fragmenten veröffentlicht. | Quelle: Trismegistos |

## USA
| Name der Sammlung                       | Ort                                                    | Anz. Objekte            | Beschreibung | Quelle |
| --------------------------------------- | ------------------------------------------------------ | ----------------------- | --- | ------ |
| Amherst-Papyri                          | Morgan Library & Museum in New York                    |                         | Sammlung von William Tyssen-Amherst, 1. Baron Amherst of Hackney. Sie enthält biblische Manuskripte, Fragmente der alten Kirche und klassische Dokumente aus der ptolemäischen, römischen und byzantinischen Zeit. | [ 34 ] |
| Center-for-the-Tebtunis-Papyri          | Bancroft Library, University of California at Berkeley | über 30.000 Papyri      | | [ 35 ] |
| Papyrussammlung (Collection Feinberg)   | Columbia University in New York                        | etwa 1000 Papyri        | 1966 in Ägypten erworben, von Lawrence Feinberg erschlossen, jetzt z. T. zur Versteigerung | [ 36 ] |
| Colt-Papyri                             | Morgan Library & Museum (New York)                     |                         | Wurden gefunden im nabatäischen Nessana (auch Nitzana genannt) |        |
| Papyrussammlung der Duke University     | Duke University in Durham, USA                         | ungefähr 1.200          | Wird digitalisiert. | [ 37 ] |
| Houghton’s papyri                       | Houghton Library an der Harvard University             |                         | Wurden zwischen 1901 und 1909 übergeben vom Egypt Exploration Fund | [ 38 ] |
| Michigan Papyrus Collection             | Universität Michigan                                   | 10.000 Papyrusfragmente | |        |
| Princeton-Papyri                        | Princeton University                                   |                         | | [ 39 ] |
| Washington University Papyri Collection | Washington University in St. Louis                     | 445 Manuskriptfragmente | Umfasst 445 Manuskriptfragmente aus der Zeit vom 1. Jh. v. Chr. bis zum 8. Jh. n. Chr. | [ 40 ] |
| Yale Papyrus Collection                 | Beinecke Library an der Yale University                | über 6.000              | Umfasst ein Inventar von über 6.000 Objekten und ist katalogisiert, digitalisiert und online zugänglich für Detailforschung.                                                                                       | [ 41 ] |

## Weltweit
| Name der Sammlung                      | Ort                                               | Anz. Objekte           | Beschreibung | Quelle               |
| -------------------------------------- | ------------------------------------------------- | ---------------------- | --- | -------------------- |
| Sammlung des Ägyptischen Museums Kairo | Ägyptisches Museum Kairo (arabisch المتحف المصري) | ca. 6450 Schriftstücke | 5000 Papyri und weitere , 1200 Ostraka, 200 Holztafeln, 40 Pergamente. Vorwiegend griechische, einige demotische, wenige hieroglyphische Texte | Quelle: Trismegistos |
| Papyrussammlung des Puschkin-Museums   | Muschkin-Museum der schönen Künste, Moskau        | ca. 150 Papyri         | Papyri, ca. 60 griechische, 50 koptische, 20 hieroglyphische, 10 demotische, 10 hieratische                                                    | Quelle: Trismegistos |